# Буртаси (Урмарський район)
Бурта́си (рос. Буртасы, чув. Пăртас) — село у складі Урмарського району Чувашії, Росія. Входить до складу Бішевського сільського поселення.
Населення — 19 осіб (2010; 28 у 2002).
Національний склад:
- чуваші — 54 %
- росіяни — 46 %